# Antoine Hachard
Antoine Hachard (né le 6 mars 1994 à Paris) est un pongiste français.
Il a commencé le tennis de table à l'âge de 8 ans au Kremlin-Bicêtre avec son entraineur Stéphane Chaouat. Passé par le Pole espoir d'Ile-de-France, puis le Pôle France jeune à Nantes, enfin il a terminé sa formation à l'INSEP. 
Il s'entraine actuellement entre Copenhague et Montpellier.
Il est champion de France par équipe 2024 avec le club de Nîmes-Montpellier. Il a été finaliste du Championnat de France de tennis de table en 2019, battu en finale par Can Akkuzu, après avoir battu le no 1 français Simon Gauzy en quarts de finale.
Classé no 6 français en avril 2019 et no 91 mondial (juin 2016), il a notamment joué dans les clubs de Villeneuve et de Caen (à partir de 2018). En 2022, il manque de peu le titre de champion de France avec son équipe en s'inclinant face à la Romagne au dernier match. En 2024, il rejoint le club de Nîmes-Montpellier où évoluent les frères Lebrun, avec lequels il devient champion de France par équipe le 29 juin 2025 contre le club d'Hennebont au Kindarena de Rouen ; il marque en finale le troisième point décisif.

## Palmarès
- 2025 : Champion de France par équipe avec le club de Nîmes-Montpeller
- 2022 : vice champion de France par équipe avec le Caen TTC
- 2019 : Vice champion de France
- 2019 : Médaille de bronze en double au championnat de France[2]
- 2018 : Médaille d'argent à l'Open du Nigeria en simple
- 2017 : remporte en double l'Open du Nigeria de tennis de table
- 2016 : remporte l'Open du Chili de tennis de table[3]
- 2016 : Vice champion de France double senior
- 2015 : Médaille de bronze au championnat d'Europe senior par équipe
- 2012 : Champion d’Europe juniors par équipes
- 2012 : Médaille de bronze aux Championnats d’Europe junior en simple et en double[4]
- 2007 : Champion de France Minime simple et double